# サウジアラビアにおける信教の自由
サウジアラビアにおける信教の自由では、サウジアラビアにおける信教の自由の扱いについて記述する。サウジアラビアにはイスラム教ワッハーブ派を絶対的優位とする宗教的不平等のもと、宗教の違いによる様々な迫害が存在している。

## 背景
サウジアラビアは建国以来イスラーム原理主義をとるワッハーブ派を国教としており、同派の宗教的排他主義の影響と国内にメッカ・メディナの二聖地を抱えていることからサウジアラビアはイスラーム圏でも最も信教の自由が抑圧された国の一つとなった。学校ではイスラーム以外の宗教は全て誤りであり、地獄に落ちると教えられており、シーア派など他の宗派にも否定的な内容が教えられているとされる。

## 実情
サウジアラビアでは国法に依りワッハーブ派以外の宗教は全て禁止されている。故に全てのサウジ国民は建前上ワッハーブ派ムスリムであり、サウジアラビア国籍の取得には同派への改宗がセットで義務付けられている。しかし実際には東部にシーア派住民が居住しており、彼等の人権を認めるべきと言う意見が高まっている。
またキリスト教信者は更に酷い抑圧下に置かれているとされており、キリスト教の聖職者やサウジアラビア人改宗者は投獄は勿論の事、時には公開斬首刑に処されており問題となっている。
1993年3月1日の統治基本法公布以降はズィンミー（異教徒）の存在を公式に認めるようになり、シーア派とも指導者同士では和解した。これによって他の宗教を信仰すること自体が犯罪行為とされることは法制度上は無くなったが、ワッハーブ派以外の信者が社会的に低い地位として扱われる差別的な社会システムそのものは存在している。
公式に認められている宗教はイスラーム教以外ではキリスト教、ヒンズー教、ユダヤ教だけである。例外的に仏教はヒンズー教の一派であるゴーダマ派として容認されている。公式にディーヤにおける価値算定基準としてキリスト教はムスリムの半分、ヒンズー教とユダヤ教は15分の1とされている。